# Клёх
Клёх (нем. Klöch) — окружной центр в Австрии, в федеральной земле Штирия. 
Входит в состав округа Зюдостштайермарк.  Население составляет 1276 человек (на 31 декабря 2005 года). Занимает площадь 16,39 км². Официальный код  —  6 15 09.

## Политическая ситуация
Бургомистр коммуны — Йозеф Доупона (АНП) по результатам выборов 2005 года.
Совет представителей коммуны (нем. Gemeinderat) состоит из 15 мест.
- АНП занимает 11 мест.
- СДПА занимает 3 места.
- АПС занимает 1 место.